# Kubanski (Timashovsk)
Kubanski (del ruso: Кубанский) es un jútor del raión de Timashovsk del krai de Krasnodar, en el sur de Rusia, situado en la orilla izquierda del río Kirpili, 13 km al noroeste de Timashovsk y 72 km al norte de Krasnodar, la capital del krai. Tenía 12 habitantes en 2010.
Pertenece al municipio Rogovskoye.

## Historia
En el año 1958, por decreto del Presídium del Sóviet Supremo de la RSFSR, la granja Voroshilov pasó a llamarse granja Kubanskiy.